# Берч-Крик
Берч-Крик (англ. Birch Creek) — река на северо-востоке штата Аляска, США. Приток реки Юкон. Длина реки составляет 241 км.
Берёт начало при слиянии ручьёв Птармиган и Игл и течёт сперва на юго-запад и юг вдоль шоссе Стизи. Поворачивает на восток, а затем на север и входит на территорию национального резервата дикой природы Юкон-Флэтс. В нижнем течении поворачивает на северо-запад и разделяется на 2 отдельных рукава (Лауэр-Маут и Аппер-Маут) недалеко от деревни Берч-Крик. Место разделения реки на рукава можно рассматривать как её устье. Оба рукава впадают в Юкон в разных местах ниже города Форт-Юкон.
Рукав Аппер-Маут составляет 56 км в длину и впадает в Юкон в 40 км у юго-западу (ниже по течению) от города Форт-Юкон. Координаты устья Аппер-Маут: 66°31′15″ с. ш. 146°09′09″ з. д.. Рукав Лауэр-Маут составляет 80 км в длину и впадает в протоку Юкона в 63 км к юго-западу от Форт-Юкона. Эта протока реки Юкон течёт примерно параллельно основному руслу на протяжении 24 км. Координаты устья Лауэр-Маут: 66°26′46″ с. ш. 146°38′18″ з. д..
Первыми людьми, проживающими в регионе, были, вероятно, кучины, которые рыбачили и охотились вдоль реки. В 1893 году на реке было найдено золото. Результатом притока большого количества старателей стало основание города Серкл. Старые избы трапперов и шахтёров являются частью пейзажа Берч-Крика и сегодня; золотодобыча продолжается даже в XXI веке. Современное название реке дали торговцы из Компании Гудзонова залива в середине 1800-х годов.
Каждый февраль Берч-Крик является частью маршрута гонки на собачьих упряжках Юкон Квест; общая протяжённость маршрута гонки — 1600 км.